# Henrik III., leuvenski grof
Henrik III. (francuski Henri; umro 1095.) bio je brabantski Landgraf i grof Leuvena. Bio je sin Henrika II. i njegove supruge Adele.
Godine 1078., Henrik je postao leuvenski grof. Oženio se Gertrudom Flandrijskom te je dobio kćer Adelajdu.
Henrika je naslijedio brat, Gotfrid I., leuvenski grof.